# His Obligation
His Obligation è un cortometraggio muto del 1915 diretto da William Bertram.

## Produzione
Il film fu prodotto dall'American Film Manufacturing Company.

## Distribuzione
Distribuito dalla Mutual Film, il film - un cortometraggio in due bobine interpretato da Winifred Greenwood - uscì nelle sale cinematografiche degli Stati Uniti il 14 giugno 1915.